# Nephelomalus conspersus
Nephelomalus conspersus är en stekelart som först beskrevs av Walker 1835.  Nephelomalus conspersus ingår i släktet Nephelomalus och familjen puppglanssteklar. Arten är reproducerande i Sverige. Inga underarter finns listade i Catalogue of Life.